# Øksendal
Øksendal (eller Øksendalsøra) är en kyrkby i Sunndals kommun i Møre og Romsdal fylke i Norge. Byn ligger vid fylkesväg 62, på södra sidan av Sunndalsfjorden.
Byn utgjorde tidigare centralort i dåvarande Øksendals kommun.

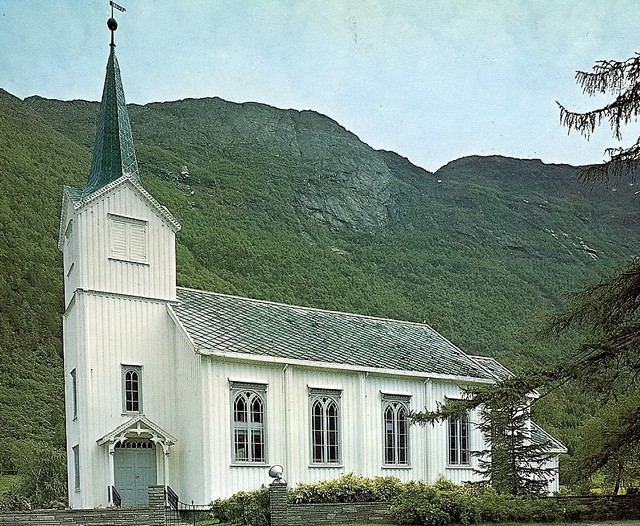
Øksendals kyrka.